# Célula gonadotropa
Las células gonadótropas o gonadotrofos son células endócrinas de la hipófisis anterior que producen las hormonas gonadotropinas. 
Las gonadotropas son una población minoritaria de células que representan entre el 5-15% de todas las células de la hipófisis anterior.

Estas células secretan las dos gonadotropinas: hormona foliculoestimulante (FSH) y hormona luteinizante (LH), dentro del sistema circulatorio general mediante el cual llegan a las gónadas. 

## Embriología

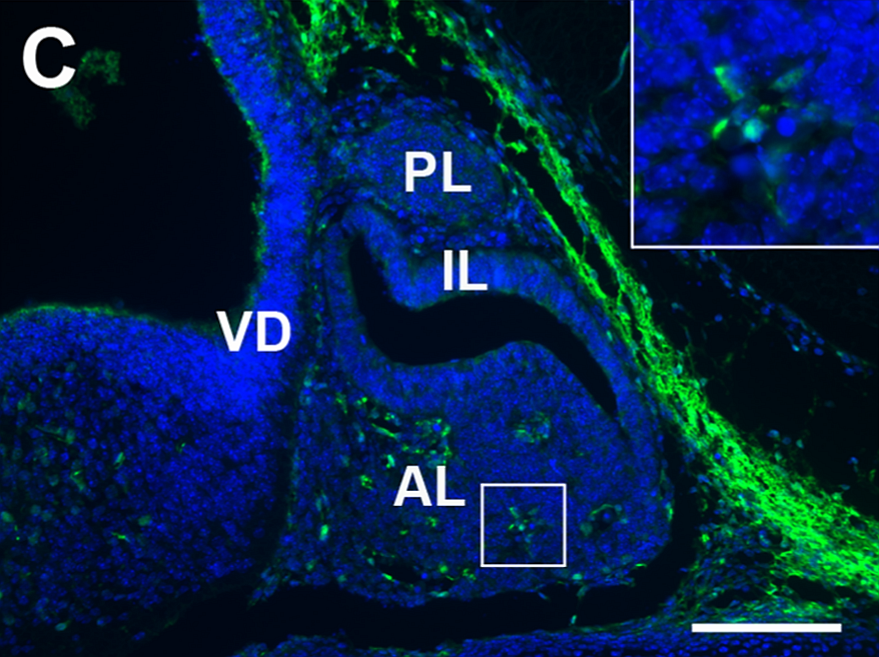
Lóbulo anterior AL de la Hipófisis embrionaria. PL= Lóbulo posterior, IL= Lóbulo intermedio. Ratón.

En ratones la órganogénesis de la hipófisis comienza el día embrionario 7.5. El día embrionario 10,5 se separan la bolsa de Rathke del ectodermo oral que formará la boca. Las células ubicadas alrededor del lumen de la bolsa de Rathke son indiferenciadas y proliferan activamente. Estas células migran ventralmente para formar el lóbulo anterior de la hipófisis. Es aquí donde aparecen los tipos de células diferenciadas entre ellas las gonadotrofas.

## Estructura
Las células gonadotropas son una población minoritaria que representan 5-15% de todas las células de la hipófisis anterior.

La población de gonadotropas dentro de la hipófisis, está organizada formando una red celular tridimensional que es heterogénea y compleja. 
Esta red de gonadotropas es tanto estructural como funcional, se forma durante el desarrollo embrionario, pero se modifica a lo largo de la vida de acuerdo a las necesidades. 

### Macroarquitectura de red

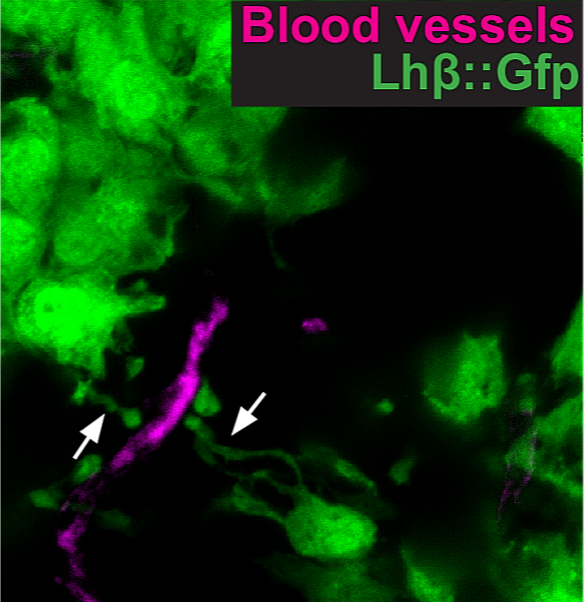
Gonadotropas (en verde) y Capilar (en fucsia). Extensiones pericapilares de células LH.

Las redes tridimensionales de células gonadótropas, tienen relaciones características con otras células y con la microvasculatura. 
Estas redes celulares son tanto de células del mismo tipo (homotípicas), como de células de tipo diferente (heterotípicas) que habitualmente están incrustadas en tejido conectivo y rodeadas por ricas redes de  capilares.
Durante el ciclo de vida se requieren varios cambios en la adenohipófisis, los que pueden ser permanentes o temporales y se denominan  plasticidad.

La plasticidad a nivel de la población celular de gonadotropos, se produce mediante la regulación del número de células.

La plasticidad a nivel estructural de los gonadotropos, ocurre a través de la regulación de la migración celular y la capacidad de las células para formar y remodelar redes celulares.

### Microaquitectura

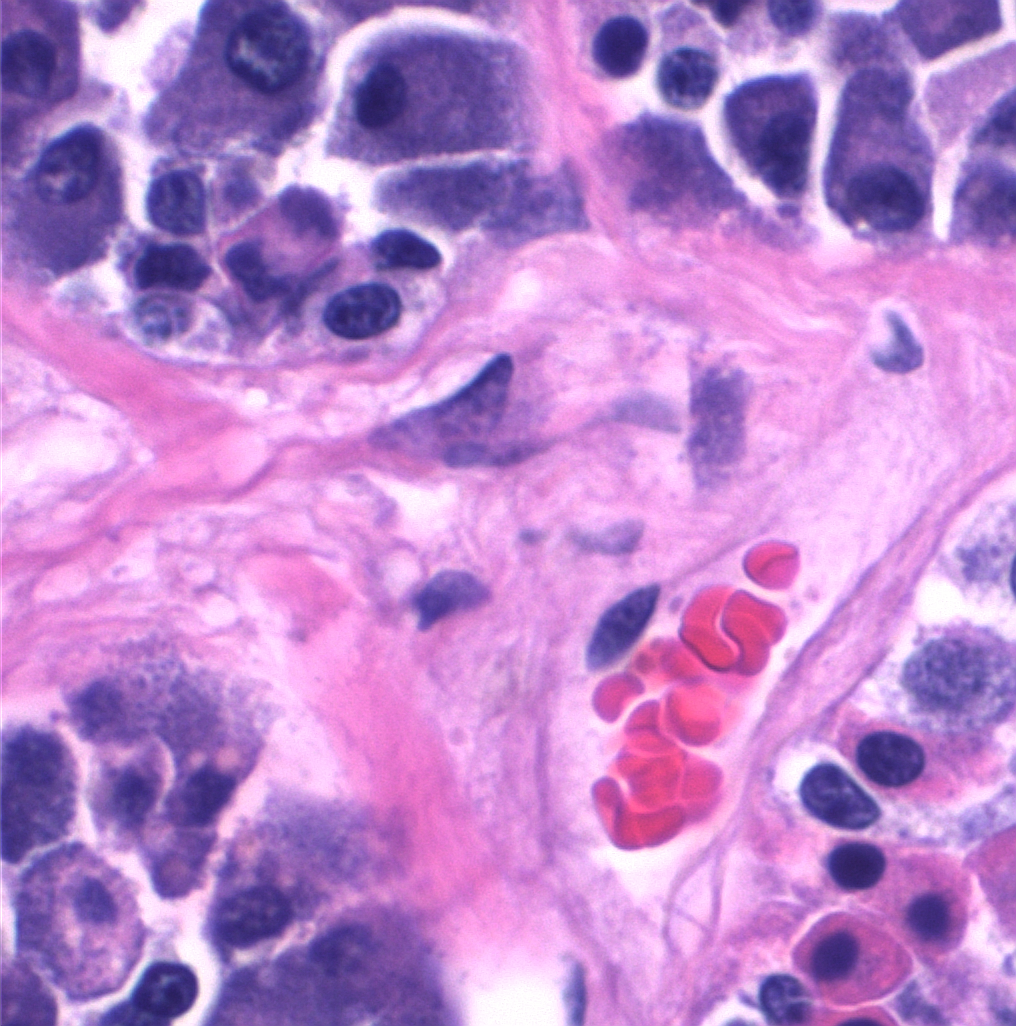
Células gonadotrofas basófilas en azul-violeta. Cordones de células rodeados por capilares (a la derecha) ocupados por eritrocitos (en rojo brillante). Humano. Microscopio óptico.

Con el microscopio óptico los gonadotropos se pueden clasificar por su tamaño como células "pequeñas", "medianas" y "grandes" entre 8-18 micrómetros (μm), cuyos porcentajes relativos muestran cambios durante las diferentes etapas del ciclo reproductivo.
Las células gonadótropas muestran basofilia con tinción hematoxilina-eosina (H&E) y se tiñen de azul-violeta.

Las gonadotrofas se muestran de redondeadas a poligonales, y eventualmente con prolongaciones citoplasmáticas largas. 
Tienen abundante retículo endoplásmico rugoso que le confiere el color de tinción característico y tienen además abundantes vesículas y mitocondrias.

### Ultraestructura
Con el microscopio electrónico (ME) las células gonadotropas muestran las características propias de las células secretoras de polipéptidos. Un retículo endoplasmático rugoso con sacos dilatados. Un gran número de vesículas secretoras densas entre 300-400 nanómetros (nm).

Las numerosas mitocondrias en el citoplasma, son reflejo del elevado consumo de energía.

Los núcleos son habitualmente redondeados, de aspecto claro por la eucromatina predominante y están colocados excentricamente en la célula.
Son visibles las uniones gap comunicantes, que facilitan y regulan la actividad, coordinando las respuestas de las células conectadas y por tanto la función secretora gonadótropica.

## Secreción de hormonas
El concepto de hormonas tróficas (del griego τροφικός trophicos 'alimento' o 'nutrición'), ilustra la idea de que la hormona 'nutre' a la célula objetivo del órgano periférico, controlando el crecimiento y la función de estas células.

Las hormonas tróficas de la hipófisis controlan el crecimiento y la función de sus glándulas endócrinas relacionadas.

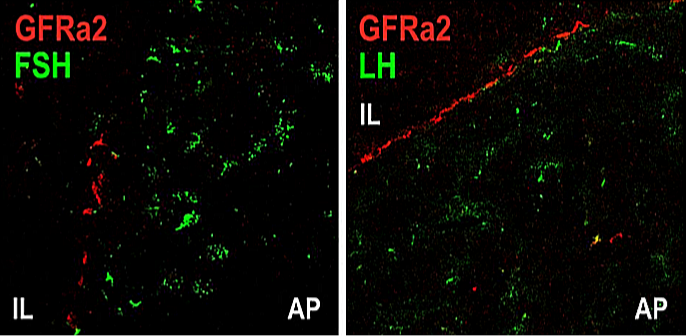
Gonadotropas, teñidas mediante inmunohistoquímica para FSH y LH en verde.

Las células gonadotrofas sintetizan, almacenan y secretan las hormonas FSH y LH, que tienen como destino sus glándulas endócrinas relacionadas: las gónadas.

En la rata, el cerdo y la oveja, los estudios  inmunocitoquímicos han demostrado la existencia de diferentes subpoblaciones de células gonadotrópicas, que son monohormonales (células LH o células FSH) o bien bihormonales (células LH y FSH). Aproximadamente el 80% de los gonadotropos expresan tanto LH como FSH.

### Plasticidad
Las células gonadotrópicas muestran plasticidad a nivel celular, controlando la síntesis y secreción de hormonas, así como cambiando su sensibilidad a los ligandos.

En algunos procesos fisiológicos como la pubertad, el aumento en la actividad de los gonadotrofos individuales, no es suficiente para satisfacer las necesidades y debe producirse una reorganización en la población celular y en la estructura hipofisaria
para aumentar el volumen de producción de las hormonas.

### Fenotipo
Las células gonadotropas se definen tradicionalmente por un fenotipo específico que incluye la expresión de 4 genes únicos: el de la subunidad alfa (α) de la hormona glicoproteica común, los de las subunidades beta (β) únicas de LHβ y FSHβ y el del receptor GnRHR.

#### LH

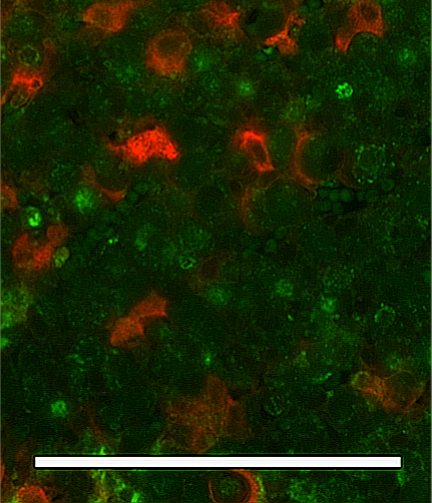
Células gonadotrofas con LH inmunoteñida en rojo. Ratón.

La hormona luteinizante (LH) es una molécula heterodímero de subunidades alfa y beta (α/β). La subunidad alfa (α) de la LH y la FSH son idénticas, y contienen 92 aminoácidos.

La subunidad beta (β) de la LH es la que le confiere la especificidad, tiene 121 aminoácidos.

#### FSH
La hormona folículo estimulante (FSH) es una molécula  de subunidades alfa y beta. La subunidad beta (β) de la hormona estimulante del folículo (FSHB), se expresa específicamente en las células gonadotropas hipofisarias de los vertebrados. Dado que la transcripción de su subunidad beta (FSHB) limita la velocidad de secreción, la transcripción genética de FSHB tiene un control importante sobre la FSH sérica.

### Regulación
Las células gonadotrofas de la adenohipófisis, están reguladas por la hormona liberadora de gonadotrofina (GnRH) del hipotálamo, que es volcada dentro del sistema porta hipotálamo-hipófisis que se dispersa en la adenohipófisis y las rodea.

El tipo de secreción de las gonadotrofas ya sea para LH o para FSH, está determinada por la velocidad de la estimulación pulsátil de la GnRH.

## Recambio celular de gonadotropas
El recambio de células de la hipófisis en estado estacionario (basal) es extremadamente bajo, a la tasa mitótica basal se requieren hasta 10 semanas para reemplazar las gonadotropas de la rata adulta.

Existen células madre o  progenitoras adultas (SC) dentro de la hipófisis de los vertebrados, que tienen la capacidad de dividirse y autorrenovarse, y luego la capacidad para diferenciarse en células gonadotropas. Estas células madre expresan el factor de transcripción SOX2 y el factor de transcripción hipofisario PROP1.

Durante toda la vida posnatal, las (SC) pueden diferenciarse y contribuyen al conjunto de nuevas células gonadotropas, generadas en respuesta a las demandas fisiológicas del ciclo reproductivo y de la gestación, de una manera altamente plástica y dinámica.